# Елена Асенина Болгарская
Елена Асенина Болгарская (XIII век — XIII век) — никейская императрица, супруга никейского императора Феодора II Ласкариса.
Дочь болгарского царя Ивана Асеня II и Анны Марии Венгерской. Сестра царя Коломана I Асеня. До брака с Феодором была обручена с последним латинским императором Балдуином II де Куртене. Дети Елены и Феодора: 
- Ирина Дукена Ласкарина, замужем за царем Болгарии Константином Тихом
- Мария Дукена Ласкарина, замужем за деспотом Никифором Дукой
- Феодора Дукена Ласкарина, замужем за 1) Матье де Монсом, бароном Велигости; 2) паракимоменом Иоанном Макрином
- Евдокия Дукена Ласкарина, замужем за 1) графом Гульельмо Пьеро де Вентимильей; 2) графом Арно Рожером де Паллар
- N, замужем за болгарским деспотом Яковом Святославом
- Иоанн IV Дука Ласкарис